# Démographie de Strasbourg
Pour un article plus général, voir Strasbourg.
 (novembre 2018).
Avec une population communale de 291 709 habitants en 2022, Strasbourg est une grande ville française, commune-centre d'une aire d'attraction de 868 665 habitants dans sa partie française et 1 342 186 avec la partie allemande. Par sa population intra-muros, Strasbourg est la première du grand quart nord-est français et actuellement la huitième commune de France.

## Commune de Strasbourg

### Évolution démographique
Strasbourg a connu un premier essor démographique à la fin du XVIIIe siècle, après la Terreur. De nombreux monuments furent édifiés comme autant de témoins de cette expansion. Un deuxième pic prendra naissance en 1870, lors de l'annexion de l'Alsace par l'Allemagne, et ne prendra fin qu'au début de la Première Guerre mondiale. Ici encore, l'expansion rapide de la ville a laissé de nombreux témoins architecturaux, notamment le vaste quartier allemand.
Mais l'évolution démographique de Strasbourg a aussi été fortement marquée par les deux guerres mondiales. Si Strasbourg a été relativement épargnée par la première, elle sortira très affaiblie de la seconde.
En 1946, le baby boom se traduit par une hausse très nette de la population jusque dans les années 1970. Après un passage à vide dans les années 1980, la croissance s'est progressivement remise en marche. Depuis les années 1990, Strasbourg se caractérise par une croissance démographique relativement soutenue.

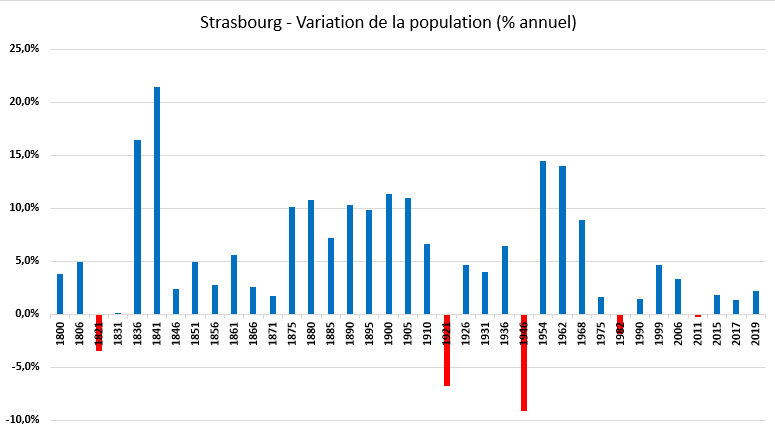
Variation annuelle de la population strasbourgeoise (% annuel).

| 1793   | 1800   | 1806   | 1821   | 1831   | 1836   | 1841   | 1846   | 1851   |
| ------ | ------ | ------ | ------ | ------ | ------ | ------ | ------ | ------ |
| 47 254 | 49 056 | 51 465 | 49 680 | 49 712 | 57 885 | 70 298 | 71 992 | 75 565 |

| 1856   | 1861   | 1866   | 1871   | 1875   | 1880    | 1885    | 1890    | 1895    |
| ------ | ------ | ------ | ------ | ------ | ------- | ------- | ------- | ------- |
| 77 656 | 82 014 | 84 167 | 85 654 | 94 306 | 104 471 | 111 987 | 123 500 | 135 608 |

| 1900    | 1905    | 1910    | 1921    | 1926    | 1931    | 1936    | 1946    | 1954    |
| ------- | ------- | ------- | ------- | ------- | ------- | ------- | ------- | ------- |
| 151 041 | 167 678 | 178 891 | 166 767 | 174 492 | 181 465 | 193 119 | 175 515 | 200 921 |

| 1962    | 1968    | 1975    | 1982    | 1990    | 1999    | 2006    | 2011    | 2015    |
| ------- | ------- | ------- | ------- | ------- | ------- | ------- | ------- | ------- |
| 228 971 | 249 396 | 253 384 | 248 712 | 252 338 | 264 115 | 272 975 | 272 222 | 277 270 |

| 2017    | 2020    | 2021    | - | - | - | - | - | - |
| ------- | ------- | ------- | - | - | - | - | - | - |
| 280 966 | 290 576 | 291 313 | - | - | - | - | - | - |

Le graphique qui aurait dû être présenté ici ne peut pas être affiché car il utilise l'ancienne extension Graph, désactivée pour des questions de sécurité. Des indications pour créer un nouveau graphique avec la nouvelle extension Chart sont disponibles ici.

### Morphologie
Avec 47,3 % d'hommes et 52,7 % de femmes en 2006, la ville de Strasbourg compte une nette majorité de femmes puisque les proportions nationales sont respectivement de 48,6 % et 51,4 %.
Strasbourg est une ville relativement jeune. On constate notamment que plus de 60 % des Strasbourgeois ont moins de 40 ans. Parallèlement, la proportion de personnes âgées est sensiblement inférieure à la moyenne nationale. Conséquence du Papy boom, la population strasbourgeoise tend cependant à vieillir.
| Ville             | 0-19 ans | 20-39 ans | 40-59 ans | 60-74 ans | > 75 ans |
| ----------------- | -------- | --------- | --------- | --------- | -------- |
| Strasbourg        | 23,9     | 36,9      | 22,7      | 10,3      | 6,2      |
| Paris             | 18,3     | 36,0      | 26,1      | 11,7      | 7,9      |
| Nice              | 19,9     | 26,3      | 24,9      | 16,2      | 12,7     |
| Nantes            | 22,4     | 37,0      | 22,4      | 10,8      | 7,3      |
| Moyenne nationale | 24,6     | 28,1      | 26,0      | 13,6      | 7,7      |

Comme pour beaucoup de grandes villes, on remarque une forte proportion de ménages constitués d'une seule personne. Plus insolite, les ménages de six personnes et plus sont assez nombreux.
| Ménage              | Strasbourg | France |
| ------------------- | ---------- | ------ |
| 1 personne          | 42,5       | 31,0   |
| 2 personnes         | 28,3       | 31,1   |
| 3 personnes         | 12,9       | 16,2   |
| 4 personnes         | 9,2        | 13,8   |
| 5 personnes         | 4,2        | 5,5    |
| 6 personnes et plus | 2,9        | 2,4    |

## L'Eurométropole
Strasbourg est l'unique communauté urbaine de France à avoir fusionné la majeure partie de l'administration de la ville centre avec celle de la communauté urbaine, fusion motivée en 1968 par un souci d'efficacité et d'économie budgétaire.
Schiltigheim et Illkirch-Graffenstaden sont les plus grandes communes après celle de Strasbourg. On note une très forte disparité de la densité (de 167 à 3 969 hab/km2) et celle-ci atteint son maximum dans la commune de Schiltigheim.
La densité de Strasbourg est faible pour une ville de cette taille (3 670,2 hab./km2). Cela est dû au vaste territoire municipal occupé pour partie par le port autonome de Strasbourg et les forêts alluviales du Rhin . En revanche, la commune de Strasbourg représente 58,5 % de la population de la CUS et 25,5 % de sa surface ; l'Eurométropole se distingue donc par un centre important, entouré d'une agglomération relativement modeste.

## Aire urbaine
Strasbourg, en tant que ville frontalière étend son aire urbaine des deux côtés du Rhin. Du point de vue urbanistique, l'agglomération strasbourgeoise se poursuit de l'autre côté du Rhin et de la frontière avec l'Allemagne sur l'aire urbaine de Kehl ; elle compterait 1 349 486 habitants avec la partie allemande.
Entre 1968 et 2006, la croissance annuelle moyenne s'est établie à 0,87 % et est de ce fait assez soutenue : c'est la meilleure croissance enregistrée dans les grandes villes du quart Nord-Est. 
L'estimation 2018 de cette aire urbaine est de 802 393 habitants, partie française uniquement.
En 2011, l'Insee a publié les nouvelles délimitations des aires urbaines en se basant sur les chiffres de la population de 2008.
| 1936                          | 1954    | 1962    | 1968    | 1975    | 1982    | 1990    | 1999    | 2006    | 2008   | 2015    | 2018    |
| ----------------------------- | ------- | ------- | ------- | ------- | ------- | ------- | ------- | ------- | ------ | ------- | ------- |
| 385 882                       | 394 525 | 438 900 | 480 495 | 518 238 | 540 993 | 568 964 | 612 104 | 713 670 | 753393 | 780 515 | 802 487 |
| Population de l'aire urbaine, |         |         |         |         |         |         |         |         |        |         |         |

Le graphique qui aurait dû être présenté ici ne peut pas être affiché car il utilise l'ancienne extension Graph, désactivée pour des questions de sécurité. Des indications pour créer un nouveau graphique avec la nouvelle extension Chart sont disponibles ici.